# فيسنتي لوكاس
فيسنتي لوكاس (بالبرتغالية: Vicente Lucas‏) (مواليد 24 سبتمبر 1935) هو لاعب كرة قدم. يلعب مع منتخب البرتغال لكرة القدم. سبق له أن لعب في كأس العالم لكرة القدم مع منتخب بلاده.

## روابط خارجية
- فيسنتي لوكاس على موقع الاتحاد الدولي (مؤرشف)  (الإنجليزية)
- فيسنتي لوكاس على موقع قاعدة بيانات كرة القدم.إي يو (الإنجليزية)
- فيسنتي لوكاس على موقع ناشيونال فوتبول تيمز (الإنجليزية)
- فيسنتي لوكاس على موقع Soccerway.com (الإنجليزية)
- فيسنتي لوكاس على موقع عالم كرة القدم.نت (الإنجليزية)